# The Colbert Report
The Colbert Report var et satirisk amerikansk tv-program, som sendtes på kanalen Comedy Central. Studieværten, Stephen Colbert, var tidligere medvirkende i The Daily Show. Fra første udsendelse 17. oktober 2005 til den sidste, 18. december 2014 var programmet i luften 1447 gange.
Programmet var et liberalt svar på Fox-TVs The O'Reilly Factor. Colbert foregav at tilhøre og støtte højrefløjen i amerikansk politik, hvilket han ofte markerede ved at spørge sine interviewofre, om George W. Bush blot er "en stor præsident eller simpelthen den største".
Et tilbagevendende indslag var The Wørd, hvor Colbert tog et aktuelt spørgsmål op og – mens han behandler og diskuterer det fra sin højrevinkel – på billedet viser ord og definitioner, der skarpt og vittigt modsiger ham. Ord som Truthiness og Wikiality stammer herfra.
The Colbert Report sendtes mandag-torsdag aftener, umiddelbart efter The Daily Show med hvis vært, Jon Stewart, Colbert udvekslede referencer og drillerier.
I ugen 14.-17. april 2008 rykkede showets studie fra New York til Philadelphia i forbindelse med demokraternes vigtige primærvalg i Pennsylvania.

## Gæster
I hvert program havde Colbert en gæst. Forfattere, politikere, skuespillere og andre. En lang række af disse gæster var med i koret ved den sidste udsendelse, hvor de sang We'll meet again. En liste over dem, der sagde farvel til Colbert, antyder programmets spænd- og rækkevidde: Jon Stewart, Willie Nelson, Dan Rather, Neil deGrasse Tyson, Jeff Daniels, Keith Olberman, Mike Huckabee, Randy Newman, Toby Keith, Charlie Rose, Tom Brokaw, Ariana Huffington, Ken Burns, Katy Couric, Alan Alda, George Lucas, Bill Clinton, Barry Manilow, Ray Odierno, Doris Kearns Goodwin, Cory Booker, Henry Kissinger, amerikanske styrker i Afghanistan, Paul Krugman, Thomas L. Friedman. 

## Priser
The Colbert Report modtog The Peabody Award for 2008.